# Biblioteca comunale Giulio Einaudi
La Biblioteca comunale Giulio Einaudi è la biblioteca civica di Correggio, con sede nello storico Palazzo dei Principi, dove si trova anche il Museo il Correggio.

## Storia
La biblioteca è stata fondata nel 1783 con l'apertura del Collegio Ducale (oggi Liceo statale Rinaldo Corso) e, con l'arrivo dei francesi nel 1796, viene devoluta alla municipalità di Correggio. Dopo l'unità d'Italia, nel 1868, viene trasferita nell'ex convento francescano, dove alla classica biblioteca ne viene affiancata una itinerante al servizio della popolazione: vengono unite nel 1926 e trasferite nel piano nobile del Palazzo dei Principi.
L'odierna biblioteca viene inaugurata nel 1971. Dal 1997 vi dipendono La Biblioteca ragazzi - Ludoteca "Piccolo Principe", situata nella Casa nel Parco, e il Centro di documentazione "Pier Vittorio Tondelli"

## Collezione
La biblioteca conserva 72000 volumi, di cui circa 20000 antichi, una sezione di storia locale e l'Archivio di Memorie Patrie, con più di 30000 carte sciolte e 200 cartelle organizzate. Conserva anche numerosi manoscritti, edizioni antiche, atlanti e carte geografiche e ha una sezione musicale che conserva gli spartiti di Bonifazio Asioli.